# Compsibidion callispilum
Compsibidion callispilum är en skalbaggsart som först beskrevs av Bates 1870.  Compsibidion callispilum ingår i släktet Compsibidion och familjen långhorningar.
Artens utbredningsområde är Venezuela. Inga underarter finns listade i Catalogue of Life.